# 22913 Brockman
22913 Brockman è un asteroide della fascia principale. Scoperto nel 1999, presenta un'orbita caratterizzata da un semiasse maggiore pari a 2,6400376 au e da un'eccentricità di 0,1168669, inclinata di 2,06976° rispetto all'eclittica.
L'asteroide è dedicato allo studente statunitense Gregory Drew Brockman.